# Ligia pigmentata
Ligia pigmentata là một loài chân đều trong họ Ligiidae. Loài này được Jackson miêu tả khoa học năm 1922.